# دپتفورد، نیوجرسی
دپتفورد (به انگلیسی: Deptford Township) شهری در ایالت نیوجرسی کشور ایالات متحده آمریکا است که جمعیت آن در سرشماری سال ۲۰۱۰ میلادی، ۳۰٬۵۶۱ نفر بوده‌است.